# Alyam, Alyam
Alyam, Alyam (àrab: اليـام اليـام, Alyām alyām) és una pel·lícula marroquina del 1978 dirigida Ahmed El Maânouni.

## Sinopsi
El jove Abdelwahad ha estat cridat a exercir el paper de cap de família des de la mort del seu pare. La seva presència és essencial per a la unitat familiar, sobretot perquè el jove té set germans que han de ser alimentats. La seva mare, Hlima, una dona de força i caràcter exemplars, també assumeix el seu lloc. Ella dissuadeix Abdelwahad quan aquest expressa el seu desig d'anar a treballar a França. Ja no pot suportar la vida dels joves de la seva edat a les zones rurals. Rebutja la seva misèria i la manca de futur i comença els passos necessaris per obtenir un permís de treball a França.

## Repartiment
- Abdelwahad i família
- Tobi
- Afandi Redouane
- Ben Brahim

## Distincions
- Nominada a la secció «Un Certain Regard» del 31è Festival Internacional de Cinema de Canes;[1] fou la primera vegada que una pel·lícula marroquina era seleccionada al Festival de Canes.[2]
- Festival Internacional de Cinema de Mannheim-Heidelberg 1978 : gran premi.[3]
- Premis internacionals a Carthage, Ouagadougou, Taormina, Namur, Locarno, Damas, Bombay, Sydney, Londres, Los Angeles i Chicago.